# 林福德·克里斯蒂
林福德·西塞罗·克里斯蒂 OBE（1960年4月2日—），出生于牙买加，英国前男子短跑运动员。他是唯一一位在奥林匹克运动会、世界锦标赛、欧洲锦标赛和英联邦运动会向英国运动员开放的所有四项主要比赛中都获得100米金牌的英国人。他是第一位打破100米10秒大关的欧洲运动员，并且仍然保持着该项目的英国纪录。他曾是200米以上室内世界纪录保持者，以及60米、100米和4×100米接力赛的前欧洲纪录保持者。
他仍然是有史以来获得最高荣誉的英国运动员之一。到他的田径生涯结束时，克里斯蒂总共赢得了24枚奖牌，比之前或之后的任何其他英国男运动员都要多。1993年，他被授予BBC年度体坛风云人物奖。
1988年首尔奥运会期间，克里斯蒂的一种违禁兴奋剂检测呈阳性。1999年，在一项测试中发现违禁物质诺龙后，他被国际田联禁赛两年。

## 早年生活
克里斯蒂出生于牙买加的圣安德鲁，由外祖母抚养长大。七岁时，他与五年前移居英国伦敦阿克顿的父母团聚。他在伦敦富勒姆的亨利康普顿中学接受教育，在体育方面表现出色。1977年，他代表哈默史密斯和富勒姆區参加了第一届伦敦青年运动会。他还于1978年加入了空中训练队的336（哈默史密斯）中队。直到18岁，他才认真对待田径运动。

## 职业生涯
克里斯蒂早期的田径生涯并不是特别有前途。作为一个相对较慢的首发球员，他未能入选英国队参加1984年夏季奥运会，甚至没有被列入短跑接力队。直到1979年在罗恩·罗丹的指导下开始认真练习跑步技术后，他才发挥了自己的潜力。
1986年，他在欧洲锦标赛上出人意料地获得了100米冠军，并在爱丁堡英联邦运动会的同一项目中获得第二名，仅次于本·约翰逊。在1987年罗马田径世锦赛上，克里斯蒂在100米比赛中名列第四，但后来获得铜牌，当时冠军本·约翰逊在承认多年使用类固醇后被取消资格。
1988年首尔夏季奥运会上，在9.79秒内创造世界纪录的约翰逊在药检呈阳性后再次被取消参赛资格后，克里斯蒂在卡尔·刘易斯后赢得了100米银牌。克里斯蒂的时间是9.97秒，以0.03秒的成绩刷新了欧洲纪录，这也是运动员在100米比赛中第三次打破10秒大关而没有赢得比赛。截至2021年，他9.87的英国纪录仍然保持不变。
1992年，克里斯蒂成为继哈罗德·亚伯拉罕斯和艾伦·威尔斯之后第三位赢得奥运会100米的英国运动员，在巴塞罗那奥运会上领先于纳米比亚的弗兰基·弗雷德里克斯赢得冠军。在他的劲敌刘易斯缺席的情况下，克里斯蒂在决赛中跑出了9.96秒，在32岁121天的时候，以4岁38天成为最年长的奥运100米冠军。
1993年，他成为历史上第一个在100米项目中获得奥运会、世界、欧洲和英联邦冠军的人，因为他在斯图加特世界锦标赛上以他有史以来最快的9.87的成绩获胜。那年他还被选为BBC体育被英国公众评为年度人物。次年，即1994年，他以9.91的有史以来第二快的100米成绩在维多利亚捍卫了他的英联邦冠军头衔。
克里斯蒂在1996年成功進入奧運會100米決賽，但經兩次起跑犯規後被取消資格。他说：“第一次我知道我做到了，但在第二次我觉得我对枪的反应非常好。我这辈子从来没有被取消比赛资格。多么适合这样做的地方。”他的反应时间为0.086秒。根据国际田联规则，短跑运动员的起跑速度不得超过0.1秒。
克里斯蒂在1997年退出了代表国际比赛，尽管他继续在邀请会上露面。

### 兴奋剂指控和禁令

#### 早期指控
克里斯蒂在1988年汉城奥运会上面临国际奥林匹克委员会的纪律听证会，因为他在200米预赛中跑完后，在药检中发现了被禁的兴奋剂伪麻黄碱，结果不合格。在委员会以11票对10票的表决结果，给予克里斯蒂 "暂且相信 "后，他逃脱了制裁。克里斯蒂辩称，他是在喝人参茶时不经意间服用的。

## 延伸阅读
- Mackay, Duncan. . Weidenfeld & Nicolson. 1996. ISBN 978-0-297-83530-1.